# Autoportret z chlebem
Autoportret z chlebem – obraz olejny autorstwa Macieja Bieniasza, powstały w 1976 roku, znajdujący się w „Galerii malarstwa polskiego po 1945 roku” Muzeum Śląskiego w Katowicach.
Muzeum Śląskie zakupiło autoportret od autora w Katowicach w 1987 roku. Maciej Bieniasz, absolwent Wydziału Malarstwa Akademii Sztuk Pięknych w Krakowie, przedstawił się na ciemnym tle, w ciemnym T-shircie i dżinsach. Szczególnym elementem surowego przedstawienia jest połowa bochenka chleba leżąca na stole. Brodaty mężczyzna w okularach ma na palcu obrączkę, a w ręce trzyma pędzel. Obraz jest sygnowany na odwrocie: Maciej Bieniasz 1976 101×81 akryl, pł.. Muzealny numer inwentarzowy: MŚK/SzM/256 (Galeria malarstwa polskiego po 1945 roku).